# Shūto Yamamoto
Shūto Yamamoto (山本 脩斗 Yamamoto Shūto?,  Morioka, Iwate, 1 de junio de 1985) es un exfutbolista japonés que jugaba de defensa.

## Trayectoria

### Clubes
| Club            | País  | Año       |
| --------------- | ----- | --------- |
| Júbilo Iwata    | Japón | 2008-2013 |
| Kashima Antlers | Japón | 2014-2020 |
| Shonan Bellmare | Japón | 2021-2023 |

### Selección nacional
| Selección | País  | Año  |
| --------- | ----- | ---- |
| Sub-23    | Japón | 2006 |
| Absoluta  | Japón | 2017 |

## Palmarés

### Títulos nacionales
| Título             | Club            | País  | Año  |
| ------------------ | --------------- | ----- | ---- |
| Copa J. League     | Júbilo Iwata    | Japón | 2010 |
| Copa J. League     | Kashima Antlers | Japón | 2015 |
| J1 League          | Kashima Antlers | Japón | 2016 |
| Copa del Emperador | Kashima Antlers | Japón | 2016 |
| Supercopa de Japón | Kashima Antlers | Japón | 2017 |

### Títulos internacionales
| Título                      | Club            | Sede     | Año  |
| --------------------------- | --------------- | -------- | ---- |
| Copa Suruga Bank            | Júbilo Iwata    | Shizuoka | 2011 |
| Liga de Campeones de la AFC | Kashima Antlers | Teherán  | 2018 |